# Rionansa
Rionansa est une commune espagnole de la communauté autonome monoprovinciale de Cantabrie.
Elle comptait 1 026 habitants en 2022.

## Géographie
La commune de Rionansa est située dans la partie occidentale de la Cantabrie, dans la vallée de la rivière Nansa, d'où elle tire son nom. 
| Herrerías          |            | Valdáliga  |
| Lamasón            | Rionansa   | Cabuérniga |
| Cabezón de Liébana | Polaciones | Tudanca    |